# Foncquevillers
 Foncquevillers  es una población y comuna francesa, situada en la región de Norte-Paso de Calais, departamento de Paso de Calais, en el distrito de Arras y cantón de Pas-en-Artois.

## Demografía
| 443 | 404 | 388 | 389 | 383 | 466 |
| Para los censos de 1962 a 1999 la población legal corresponde a la población sin duplicidades (Fuente: INSEE [Consultar]) |     |     |     |     |     |